# Stora Rågsjön
Stora Rågsjön är en sjö i Alingsås kommun i Västergötland och ingår i Göta älvs huvudavrinningsområde. Sjön är 11,8 meter djup, har en yta på 0,026 kvadratkilometer och befinner sig 155 meter över havet.